# 只有芸知道
《只有芸知道》（英語：Only Cloud Knows）是2019年由冯小刚执导的中国爱情片，黄轩、杨采钰、徐帆和莉迪亚·佩克汉姆（Lydia Peckham）主演。影片改编自冯小刚挚友的真实经历，讲述隋东风和罗芸的爱情婚姻与悲剧。影片于2019年12月20日上映。台灣OTT平台LiTV 線上影視現正上架中。

## 剧情
影片非直线叙事，使用了双重倒叙的结构；以下剧情则根据故事发生的时间先后顺序论述。
来自中国的隋东风在新西兰奥克兰一边学习外语一边送外卖，租住在了华人林太的家里，他帮林太割草换取免缴房租，并认识了在海港工作同样租住在林太家的女孩罗芸。懂音乐的东风教罗芸学习弹钢琴，两人就发展成为一对情侣。东风向罗芸求婚，但是罗芸并未答应，她带东风到一家赌场靠赌局来决定自己是否嫁给他，结果东风靠着一千元幸运地连赢两把赚了十万块。两人在林太家里举办了简单的婚宴，东风承诺会让芸过上幸福的日子，林太则感伤丈夫的离世说“如今你为什么要丢下我一个人……半路上留下的那个人，苦啊”。懂厨艺的东风想要开家中餐馆来维生并感叹奥克兰的租金太贵，林太就介绍他俩到另外一个小镇盘下了一个餐馆并买下了一栋住宅，虽然地处偏僻周围空旷但是新婚夫妇二人却很喜欢这里宁静的生活和美丽的景色。“芸家馆子”开业后聘请了一名当地女孩作为服务生，天性乐观的三人相处的也都融洽。夫妻两人从一个男孩手里领养了一只名叫“布鲁”的流浪狗，并见证了“布鲁”的不幸离世。
两人的爱情被多年来日复一日的餐馆运营所揉碎，罗芸想帮东风改变生活结果中餐厅被火烧毁了。二人返回奥克兰后发现林太不久前不幸离世，东风当上了一名警察，直到罗芸病发被诊断出肿瘤，手术并未拯救芸。芸走后东风要实现她的愿望——去大海上看一看能带给芸安全感的鲸鱼。在船上东风把两人的故事讲给了驾驶船只的一位男子，让人无限感伤。在看到鲸鱼时东风将芸的部分骨灰撒到了大海上。之后东风回到中国见到了芸的父母，从老人口中得知芸出生时就是早产儿，原本医生说她最多只能活20多岁，如今能活到45岁已是幸运的结局。他回想自己当初向芸求婚被拒，原来是这个“只有芸知道”的原因。最后东风回到新西兰，吹笛时发现了芸塞在里面的字条“我没活过的年数你替我好好活着”。

## 阵容
- 黄轩 饰 隋东风，英文名赛门
- 杨采钰 饰 罗芸，英文名詹妮弗
- 徐帆 饰 林太，房东
- 莉迪亚·佩克汉姆（Lydia Peckham），新西兰人，餐馆服务生

## 制作
剧本来自于冯小刚的战友兼助理张述夫妇的真事故事。原定于2019年上映的《手机2》因冯小刚陷入范冰冰事件舆论风波被搁置后，影片于2019年5月在新西兰低调开拍，7月杀青。
由于林太一角原定演员突然无法出演，冯小刚的妻子徐帆临时顶上，在影片中促成了继《一九四二》后的再一次的“夫妻档”。此外，此前共同出演《芳华》的黄轩和杨采钰此次再度合作，出演男女主角。
主题曲《相爱的那天》由谭维维演唱，改编自新西兰毛利族民歌《Pokarekare Ana》；另一首插曲《梦之路》改编自鲍勃·迪伦的作品《You Belong to Me》，由杨坤演唱。

## 发行
2019年12月14日开始在部分影院点映，12月20日正式上映。首日票房2085万，位列票房榜第三位，落后《叶问4：完结篇》和《误杀》，最终累计票房1.597亿人民币，相比冯导以前的票房有很大落差。